# Маскарадинг
Маскарадинг (англ. Masquerading — притворяться: выдавать себя за кого-либо: нелегально проникать) — тип трансляции сетевого адреса, при которой адрес отправителя подставляется динамически, в зависимости от назначенного интерфейсу адреса. Разделение SNAT (source NAT) и маскарадинга характерно для iptables, в маршрутизаторах cisco операция трансляции (ip nat source) умеет работать как с заданными адресами, так и с интерфейсами (используя автоматически назначенный интерфейсу адрес).
Ещё одной особенностью маскарадинга (в iptables) является «забывание» про установленные трансляции при остановке (down) интерфейса. Это связано с тем, что после поднятия интерфейса его адрес, вероятнее всего (в случае DHCP/Dialup) будет другим, и записи о ранее выполненных трансляциях не будут иметь смысла.